# 호엔린덴 전투
호엔린덴 전투(The Battle of Hohenlinden, 프랑스어: La Bataille de Hohenlinden)는 프랑스 혁명 전쟁 중 1800년 12월 3일 뮌헨 인근의 호엔린덴에서 벌어진 전투다. 전투는 모로 장군이 이끄는 프랑스군의 승리로 끝났고, 요한 대공이 이끄는 오스트리아 제국과 바이에른은 정전 협정 서명을 강요당할 수밖에 없었다.
모로의 56,000명의 강력한 군대는 64,000여 명의 오스트리아 군-바이에른 군과 교전을 벌였다. 모로의 복병은 에벨스부르크(Ebersberg) 숲을 통해 오스트리아 군에게 접근 하였다. 리셰팡스의 사단도 불시에 측면을 기습하였다. 이 결정적인 승리는 프랑스 제1통령 나폴레옹 보나파르트의 마렝고 전투에서의 승리와도 깊은 관련이 있다. 이 전투로 인해 제2차 대프랑스 동맹국과의 전쟁을 마무리 지을 수 있었기 때문이다. 다음 2월(1801년 2월), 오스트리아 군은 뤼네빌 조약(Lunéville)에 서명하였다. 조약의 내용은 이탈리아 및 네덜란드 통치권을 프랑스에 넘긴다는 것이었다. 그리고 아미엥 조약은 프랑스와 영국 사이의 긴 휴전 기간 및 나폴레옹 전쟁(1803~1815)의 원인이 되었다.
11월 말, 18살의 요한 대공은, 제2지휘관인 프란츠 라우어와 최고의 참모인 프란츠 폰 웰로더에게 조언을 받고, 12월 1일 모로의 프랑스군에 대해 공세를 취하였다. 미셸 네는 프랑스군의 후위를 지키면서 오스트리아 군을 공격했다. 모로는 군대를 호엔린덴 근처에 전개시킨다는 결정을 내렸다. 그리고 수풀이 많은 지역을 통해 오스트리아-바이에른 군의 진지로 다가갔다.

## 전투 계획
모로의 주력부대는 진지를 수비를 하다 4개 사단이 있는 동쪽으로 방향을 전환을 했다. 북쪽과 남쪽에서, 명령을 받은 장군들이 왔으며, 샤를드 레그랑 (8,000명), 루이 바스토울(6,000명), 미셸 네(10,000명) 그리고 엠마누엘 그루시 후작(9,000명)들이었다. 가장 북쪽의 사단은 폴 그리니어(Grenier)의 군단에 속한다. 모로는 기병 2천을 예비대로 남겨둔다. 2개 사단은 남쪽에서 벗어나 안토니오 리스펜스(11,000명)와 샤를 뎅셍(10,000명)에 속하게 되었다. 모로는 리스펜스에게 진군해 오스트리아 군 좌익 또는 남쪽 측면 공격하는 계획을 세웠다.
다음으로 오스트리아 군의 웰로더도 전투 계획을 세웠다, 오스트리아 군은 4개 종대로 전진하였다. 키에메이어(16,000명), 막시밀리앙 드 바일레트(11,000), 요한 콜로와트(22,000명) 그리고 요한 리스취 (13,000명)에게 북쪽에서 남쪽으로 갈 것을 명령하였다. 요한 대공은 콜로와트에게 지휘권을 행사하기 위해 그쪽으로 말을 몰았다, 그는 동서 주요 간선도로를 사용하였다. 빽빽하게 우거진 숲지대와 서투른 막료 때문에, 오스트리아 군 종대는 서로 도움을 받을 수 없었다. 그들의 지휘관들은 프랑스 군이 퇴각했다고 생각하고 그리고 이미 지나간 적들을 잡으려 했다.

## 전투
모든 오스트리아 군 종대는 새벽에 출발하였다. 오전 7시 콜로와트는 그루시의 사단과 충돌했다. 북쪽에, 키에메이어는 프랑스군 전초부대를 공격하고 그리고 후미에 있는 주력전열을 몰았다. 그사이에, 리스취와 바일레츠는, 숲의 오솔길 한복판에 눈 그리고 진눈깨비 폭풍 때문에, 예정보다 늦게 왔다. 당연한 결과로, 리스펜스의 측면 종대가 리스취의 정면을 통과했다.
그 무렵, 오스트리아 군의 2개 척탄대대가 콜로와트에게 파견되고 리스취를 찾았으며, 리스펜스의 사단은 반으로 나뉘었다. 반대로 단독으로 이끌고 싶다는 결심을 한, 리스펜스의 좌측의 후미 여단은 장 밥티스트의 아래에서 싸워 적을 내몰았다. 그는 주 도로를 통과하며 싸웠다, 서쪽에서 벗어나 콜로와트의 후위와 충돌했다.
바이레트가 당황하는 동안, 키에메이어와 콜로와트는 프랑스 주력 전열을 향해 돌격하기 시작했다. 그러나 그리니어(Grenier)의 사단과 그루시의 부대는 지상최고의 완고함을 오스트리아 군 에게 보여주었다.
정오쯤, 뎅셍부대는 고전하고 있는 드라운트의 여단을 지원하기 위해 근처 남쪽 봉우리에서 전장으로 들어왔다. 드디어, 뎅셍의 주둔군이 리스취의 종대를 동쪽으로 밀어냈다.
오스트리아-바이에른 군은 4,600명이 죽거나 부상을 입었다고 한다. 프랑스의 어느 시인은 프랑스 전사자 및 부상자가 1,900명이라 하지만, 실제로는 3,000명 이상일 것으로 추정된다. 바스토울은 치명적인 부상을 입었다.

## 전투의 여파
이 전투 뒤에, 질서 정연했던 요한 대공의 군대는 사기가 꺾여 퇴각을 했다. 15일 후, 그는 189마일을 전진해, 지배력을 행사하고 2만 명의 오스트리아 군을 포로로 잡았다. 12월 17일, 이때 유능한 카를 대공(요한 대공의 형)이 나타났다. 이제 오스트리아 군은 오합지졸이나 다름없었다. 12월 24일, 프랑스군은 빈에서 50마일 밖까지 영향력을 행사했다, 카를은 휴전을 간청했다. 프랑스 군의 '호엔린덴에서 완벽한 승리의 영향으로, 모로는 휴전을 승낙했고 후에 나폴레옹 보나파르트의 잠재적인 라이벌이 되었다

## 참조
1. 1 2  Haggart, Bill. "Hohenlinden-3rd December 1800."http://homepages.paradise.net.nz/mcnelly/vb/scenarios/hohenlinden_1800.htm 보관됨 2008-10-08 - 웨이백 머신

- Arnold, James R., Marengo & Hohenlinden: Napoleon's Rise to Power, Pen and Sword Books Ltd., 2005.
- Eggenberger, David, Encyclopedia of Battles, Dover Publications, 1985.